# Sammelvertretung
Sammelvertretung ist ein Begriff des Völkerrechts und der Diplomatie.

## Begriff
Bei der Sammelvertretung akkreditieren zwei oder mehr Staaten dieselbe Person als gemeinsamen Botschafter in einem Empfangsstaat.
Diese Möglichkeit erlaubt Artikel 6 des Wiener Übereinkommens über diplomatische Beziehungen (WÜD) von 1961. Sie ist vor allem für Kleinstaaten attraktiv. Voraussetzung ist, dass der Empfangsstaat der Sammelvertretung nicht widerspricht.
Eine Sammelakkreditierung setzt nach Völkergewohnheitsrecht weiterhin voraus, dass die Entsendestaaten in einer besonderen politischen Beziehung zueinander stehen. Ansonsten wäre eine Sammelvertretung in der Praxis nicht möglich. So vertreten etwa die Botschafter der Schweiz gleichzeitig das Fürstentum Liechtenstein in den meisten Staaten der Welt.

## Rechtsgrundlage
In Artikel 6 des Wiener Abkommens über diplomatische Beziehungen heißt es
Mehrere Staaten können dieselbe Person bei einem anderen Staat als Missionschef beglaubigen, es sei denn, dass der Empfangsstaat Einspruch erhebt.

## Mehrfachakkreditierung
Von der Sammelvertretung ist die Mehrfachakkreditierung (auch Doppelakkreditierung oder Nebenakkreditierung genannt) zu unterscheiden. Bei der Mehrfachakkreditierung wird der Botschafter eines Landes gleichzeitig in zwei oder mehr Staaten akkreditiert.
Denkbar ist allerdings auch eine Kombination aus Sammelvertretung und Mehrfachakkreditierung. So ist etwa der schweizerische Botschafter in Manila in Palau doppelakkreditiert. Er vertritt damit gleichzeitig das Fürstentum Liechtenstein im Rahmen der Sammelvertretung in Palau.